# Buslijn R92
Buslijn R92 Kraainem - Kortenberg - Erps-Kwerps - Leuven is een autobuslijndienst van De Lijn dewelke Leuven verbindt met de halte Metrostation Kraainem in Sint-Pieters-Woluwe bij het metrostation Kraainem. De lijn was van de start in 1998 tot 2023 gekend als lijn 352, maar werd bij de start van het 'Nieuwe net' van De Lijn op 6 januari 2024 vernummerd naar R92.
De reisweg loopt gelijk met lijnen 351 en 358 tot net voorbij Veltem op de Brusselsesteenweg. Dan gaat het noordwaarts via Veltem Dorp en Erps-Kwerps. Het pad van 351, 358 en 616 wordt opnieuw gekruist op de N2 in Kortenberg, maar dan gaat het zuidwaarts naar Kraainem Metro, waar kan worden overgestapt op de Brusselse metro.

## Pachter
De ritten worden verzorgd door STACA, een pachter in Kortenberg.

## Geschiedenis

### 1998
Op 24 mei 1998 werd Lijn 358 opgesplitst in de lijnen 351, 352 en 358. 351 en 352 reden initieel slechts tot Kortenberg. De frequentie wordt 2 bussen per uur tijdens de daluren en 4 bussen per uur tijdens de piekuren. De reisweg via het Sint-Jacobsplein wordt in gebruik genomen.

### 2000
Op 30 december werd de frequentie op zaterdagen tussen 12 en 18u verdubbeld op het traject tussen Sterrebeek en Leuven.

### 2002
Sinds 28/9/2002 werden lijn 352 doorgetrokken tot Kraainem Metro. In Kortenberg werd een overstaphalte gebouwd om comfortabel tussen de 3 lijnen te kunnen overstappen. Er werden eveneens busbanen gepland op de Leuvensesteenweg. In de richting van Leuven van het bedrijf D'Ieteren tot op de rotonde van de Zavelstraat en in de richting van Brussel van D'Ieteren tot de Prinsendreef in Kortenberg.

### 2003
Sinds 4 mei 2003 werd het gebruik van de bus binnen Kortenberg gratis met de gemeente Kortenberg als derdebetaler.

### 2004
Sinds 28 mei 2004 rijden er elke vrijdag- en zaterdagnacht tussen 23 en 2u nachtbussen tussen Leuven en Kortenberg. De prijs voor een biljet was toen €1,20. Aangezien Stad Leuven als derdebetaler optreedt, moest op- of afstap wel in zone 40 (Groot-Leuven) plaatsvinden.

### 2009
Sinds 13 december 2009 rijden de bussen Leuven-Kortenberg slechts tot het Decraeneplein in plaats van tot het Gemeentehuis.

### 2024
Op 6 januari werd deze lijn hernoemd naar R92 en werd lijn 652 afgeschaft tijdens een grondige herorganisatie. 

## Route
- Dynamische kaart op Openstreetmap met mogelijkheid tot inzoomen, omgeving bekijken en export als GPX

## Externe verwijzingen
- haltelijst
- routeplan
- Website De Lijn